# مأموریت: غیرممکن ۳
مأموریت: غیرممکن ۳ (به انگلیسی: Mission: Impossible III) یک فیلم اکشن جاسوسی آمریکایی به کارگردانی جی. جی. آبرامز در اولین کارگردانی خود و تهیه‌کنندگی و بازی تام کروز بر اساس فیلمنامه‌ای از آبرامز، الکس کورتزمن و روبرتو ارسی است. این فیلم دنباله‌ای بر فیلم مأموریت: غیرممکن ۲ و سومین قسمت از مجموعه فیلم‌های مأموریت: غیرممکن است. فیلیپ سیمور هافمن، وینگ ریمز، میشل موناهن، بیلی کروداپ، جاناتان ریس مایرز، کری راسل، مگی کیو و لارنس فیشبرن نیز در این فیلم ایفای نقش می‌کنند. در این قسمت از فیلم، مأمور و مربی بازنشسته نیروی ماموریت‌های غیرممکن ایتن هانت (کروز) مجبور می‌شود برای دستگیری فروشنده اسلحه گریزان اوون داویان (هافمن) به وظیفه خود بازگردد.
ساخت سومین فیلم این مجموعه در سال ۲۰۰۲ با دیوید فینچر شروع شد. او و جانشین نهایی‌اش جو کارنهان هر دو در سال ۲۰۰۴ جدا شدند و هر دو به تفاوت‌های خلاقانه اشاره کردند. آبرامز ماه‌ها بعد به دستور کروز، استخدام شد، اما این امر تولید این فیلم را به دلیل تعهدات قراردادی آبرامز برای سریال لاست به تأخیر انداخت. باعث شد بازیگران احتمالی کنت برانا، کری آن ماس و اسکارلت جوهانسون فیلم را ترک کنند. فیلمبرداری اصلی در ژوئیه ۲۰۰۵ آغاز شد و تا آن اکتبر ادامه داشت، با مکان‌های فیلمبرداری از جمله شانگهای، برلین، رم، لس‌آنجلس و شهر واتیکان.
این فیلم در ۲۶ آوریل ۲۰۰۶ در جشنواره فیلم ترایبکا به نمایش درآمد و در ۵ می ۲۰۰۶ توسط پارامونت پیکچرز در ایالات متحده منتشر شد. این فیلم عموماً نقدهای مثبتی از سوی منتقدان دریافت کرد و به دلیل سرعت و بدلکاری‌هایش تحسین شد. بهبودی نسبت به نسخه قبلی خود در نظر گرفته‌است. این فیلم ۳۹۸ میلیون دلار در سراسر جهان فروخت و هشتمین فیلم پرفروش سال ۲۰۰۶ شد. دنباله این فیلم مأموریت: غیرممکن – پروتکل شبح در سال ۲۰۱۱ اکران شد.

## داستان
ایتن هانت، مأمور بازنشستهٔ آی‌ام‌اف، اکنون زندگی آرامی را در کنار نامزدش، پرستاری به نام جولیا مید، می‌گذراند. جولیا از فعالیت‌های پیشین ایتن بی‌خبر است و تصور می‌کند او مربی آموزش نیروهای تازه‌وارد است. مدیر عملیات آی‌ام‌اف، جان ماسگریو، از ایتن می‌خواهد در مأموریتی ویژه شرکت کند تا یکی از شاگردانش، لیندزی فاریس، را که هنگام تحقیق دربارهٔ فروشندهٔ سلاح، اوون دیویان، به اسارت درآمده، نجات دهد. تیم عملیات شامل دکلن گورمِلی، ژِن لی، و یار قدیمی‌اش لوتر استیکل است. آن‌ها لیندزی را در برلین نجات می‌دهند و دو لپ‌تاپ آسیب‌دیده به‌دست می‌آورند، اما هنگام فرار، ایتن متوجه می‌شود که در سر لیندزی یک گلولهٔ انفجاری کار گذاشته شده‌است. پیش از آن‌که بتواند با دستگاه احیا آن را غیرفعال کند، گلوله منفجر شده و لیندزی کشته می‌شود.
ایتن بعداً درمی‌یابد که لیندزی پیش از اسارت برایش کارت‌پستالی فرستاده و یک ریزنقطۀ مغناطیسی زیر تمبر چسبانده بود. بنجی دان، تکنسین آی‌ام‌اف، داده‌های لپ‌تاپ‌ها را بازیابی می‌کند و متوجه می‌شود دیویان برای به‌دست‌آوردن یک عامل خطرناک زیستی ناشناخته به نام «پای خرگوش» قرار است به واتیکان سفر کند. ایتن در محل کار جولیا به دیدنش می‌رود و آن دو به‌طور ناگهانی ازدواج می‌کنند. سپس، بدون اطلاع رسمی آی‌ام‌اف، مأموریتی برای ربودن دیویان ترتیب می‌دهد. تیمش به واتیکان نفوذ کرده و دیویان را دستگیر می‌کند. در پرواز برگشت به آمریکا، دیویان با آرامش از بازجویی‌های ایتن عبور کرده و تهدید می‌کند که همهٔ عزیزانش را خواهد کشت.
پس از فرود، ایتن درمی‌یابد که پیام ریزنقطهٔ لیندزی دربارهٔ دیویان و مدیر آی‌ام‌اف، تئودور براسل، هشدار می‌داد. در مسیر انتقال دیویان در پل خلیج چساپیک، کاروان آن‌ها توسط مزدوران مورد حمله قرار گرفته و دیویان آزاد می‌شود. ایتن که نگران امنیت جولیا شده، خود را به بیمارستان محل کار او می‌رساند، اما درمی‌یابد که او پیش‌تر ربوده شده‌است. دیویان با ایتن تماس می‌گیرد و به او ۴۸ ساعت فرصت می‌دهد تا «پای خرگوش» را تحویل دهد، وگرنه جولیا را خواهد کشت. پیش از آن‌که ایتن اقدامی کند، مأموران آی‌ام‌اف او را بازداشت کرده و دربارهٔ فرار دیویان بازجویی می‌کنند. ماسگریو، که در اتاق بازجویی حضور دارد، به‌صورت پنهانی با لب‌خوانی به ایتن می‌گوید که «پای خرگوش» در شانگهای است و به فرار او کمک می‌کند. ایتن به شانگهای می‌رود و با تیمش، که ماسگریو تحت پوشش مأموریتی دیگر به آن‌جا فرستاده بود، ملاقات می‌کند. ایتن «پای خرگوش» را به‌دست آورده و به دیویان تحویل می‌دهد. دیویان او را بیهوش می‌کند و مانند لیندزی، یک میکروانفجاری در سرش کار می‌گذارد.
وقتی ایتن به هوش می‌آید، می‌بیند دیویان، جولیا را با دهان بسته و تفنگ به دست گرفته‌است. دیویان تهدید می‌کند که اگر تا شماره ده مکان دقیق «پای خرگوش» را نگوید، جولیا را خواهد کشت. با وجود این‌که ایتن ادعا می‌کند نمونهٔ اصلی را آورده، دیویان به‌ظاهر به جولیا شلیک می‌کند و محل را ترک می‌کند. ماسگریو وارد می‌شود و پرده از خیانت خود برمی‌دارد. جولیا هنوز زنده است و زنی که مرده، مترجم دیویان بوده که برای تأیید اصالت «پای خرگوش» استفاده شده بود. ماسگریو با همکاری دیویان می‌خواستند «پای خرگوش» را به‌دست آورند تا آی‌ام‌اف به بهانهٔ مبارزه با تروریسم بتواند حمله‌ای پیش‌دستانه به خاورمیانه انجام دهد و «دموکراسی را گسترش دهد». ایتن ماسگریو را بیهوش کرده، خود را آزاد می‌کند و با استفاده از تلفن او، محل نگهداری جولیا را می‌یابد.
با کمک بنجی، ایتن جولیا را پیدا می‌کند اما با دیویان روبه‌رو می‌شود که می‌خواهد انفجار را فعال کند. ایتن با او می‌جنگد، به‌شدت کتکش می‌زند و می‌کشد. سپس با وسایلی ابتدایی، دستگاه احیایی می‌سازد و از جولیا می‌خواهد با تزریق و احیای قلبی او را نجات دهد. ایتن نحوهٔ استفاده از اسلحه را به او می‌آموزد. جولیا یکی از افراد دیویان و سپس خود ماسگریو را می‌کشد و ایتن را احیا می‌کند. ایتن سرانجام شغل واقعی‌اش را برای جولیا فاش می‌کند. در بازگشت به آمریکا، براسل و دیگر مقام‌ها به او تبریک می‌گویند و ایتن همراه با جولیا به ماه‌عسل می‌رود.

## بازیگران
- تام کروز در نقش ایتن هانت
- فیلیپ سیمور هافمن در نقش اوون داویان
- میشل موناهن در نقش جولیا میاد
- وینگ ریمز در نقش لاتر استیکل
- بیلی کروداپ در نقش جان ماسکرایو
- مگی کیو در نقش ژن لی
- جاناتان ریس میرز در نقش دلکان گورملی
- سایمون پگ در نقش بنجی دان
- لارنس فیشبرن در نقش تئودور برازل
- کری راسل در نقش لیندزی فاریس
- ادی مارسن در نقش برونوی
- بهار سومخ در نقش مترجم داویان
- ساشا الکساندر در نقش ملیسا میاد
- تریسی میدندارف در نقش اَشلی
- فرانچسکو د ویتو

## بازخوردها
در وب‌سایت جمع‌آوری نقد راتن تومیتوز بر اساس ۲۲۵ بررسی، با میانگین امتیاز ۶٫۶ از ۱۰، دارای ۷۱ درصد تأییدیه است. در متاکریتیک بر اساس رای ۴۲ منتقد، میانگین وزنی نمره ۶۶ از ۱۰۰ را به فیلم داد که نشان دهنده «بررسی‌های عموماً مطلوب» است. تماشاگران نظرسنجی شده توسط سینماسکور به فیلم نمره "A-" در مقیاس A+ تا F دادند که نسبت به دو قسمت اول بهبود یافته‌است.